# Агей-Мене
Территориальный парк Агей-Мене (англ. Agay Mene Territorial Park) — парк территории Юкон, Канада. Парк находится на юге Юкона восточнее аляскинской трассы, на границе с Британской Колумбией. На территории парка расположена озёрная цепь Снафу и Тарфу.
На территории парка расположено множество озёр, прудов и родников, что делает её важным местом гнездовья птиц. Кроме того, здесь водятся олени и бобры, можно встретить горных козлов и золотых орлов.
Белая гора на территории парка является популярным велосипедным маршрутом. Парк находится на исторической территории индейских общин Каркросс — Тагиш и Теслин-Тлингит.
Территориальный парк Агей-Мене в настоящее время не подпадает под действие акта о парках и территориях Юкона. Парк определён в финальном соглашении с индейцами, проживающими на его территории, которое было подписано в 2005 году. В 2008 году был создан специальный комитет, разрабатывающий план развития парка, включающий представителей правительства Юкона и двух индейских общин, проживающих на предполагаемой территории парка.